# António José Ferreira Rocha

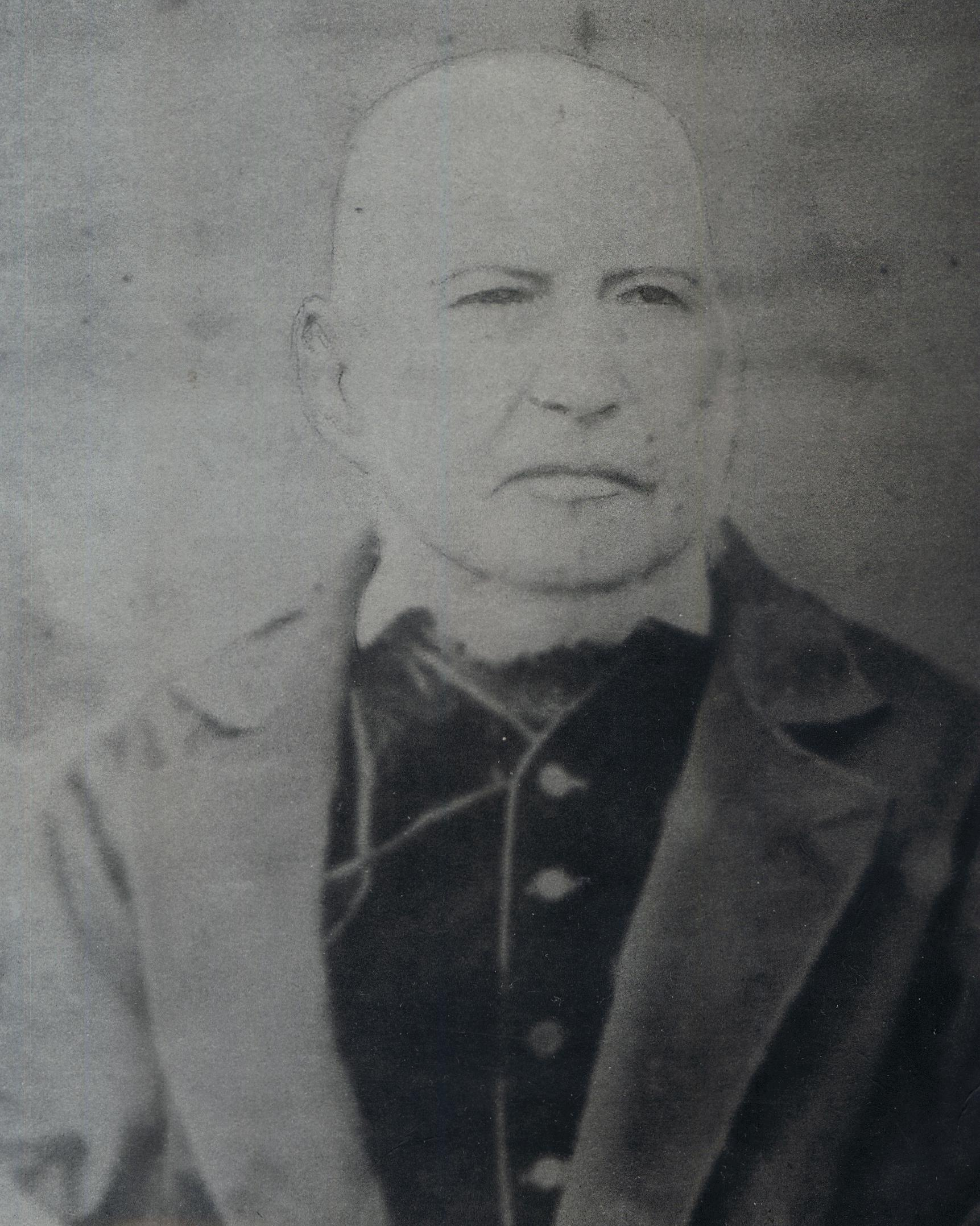
António José Ferreira Rocha.

António José Ferreira Rocha (Porto, 1796 – Matriz, Horta, 25 de Outubro de 1884) foi um político, armador e comerciante Português.

## Biografia
O seu nascimento ocorreu no Distrito e Diocese do Porto corria o ano de 1796 tendo vindo a falecer nos Açores, cidade da Horta, ilha do Faial em 1884. Era bastante novo quando emigrou para o Brasil, cidade da Bahia onde arrecadou apreciável fortuna. Devido a um surto de febre-amarela que lhe ameaçou a vida, viu-se forçado a abandonar o Brasil e a voltar a Portugal, vindo a estabelecer residência nos Açores.
Estabeleceu-se então na ilha do Faial, cidade da Horta, onde deu início a vultosos investimentos na área do comércio por grosso, nos transportes marítimos e na agricultura como forma de rentabilizar a fortuna que havia acumulado.
Adquiriu várias escunas com o objectivo de comercializar com o estrangeiro, dando assim origem a uma linha comercial e de passageiros que demandou os portos do Brasil, dos Estados Unidos, Lisboa, Madeira, norte de África e outras ilhas dos Açores.
Exerceu o cargo de Cônsul do Brasil na ilha do Faial com carta de patente datada de 31 de Janeiro de 1830 e de Vice-cônsul também do Brasil na ilha do Pico, com carta patente de 13 de Março de 1837. Mais tarde, foi igualmente Vice-Cônsul do Uruguai na ilha do Faial e na ilha do Pico para o que lhe foi passada a carta patente cuja data é de 18 de Janeiro de 1839.
Na política, manteve-se como membro actuante da sociedade, tendo sido eleito várias vezes para membro da Junta Geral do Distrito da Horta, designadamente em 1839, 1846, 1850 e 1854, junto com José Curry da Câmara Cabral, António de Oliveira Pereira, Luís Rebelo, João Manuel de Sousa, Francisco da Cruz da Silva Reis, António Garcia da Rosa, Roberto Augusto de Mesquita Henriques e José Maria Sequeira. Foi neste último ano, 1854, no mês de Agosto e debaixo do seu controlo que foram tomadas as medidas de tentativa necessárias para evitar a propagação da chamada “Moléstia das Vinhas”, que se desenvolvia por toda a ilha do Pico e se estendeu à freguesia do Capelo, na ilha do Faial.
Foi eleito também para o cargo de Vereador da Câmara Municipal da Horta nos anos de 1834 e 1847, data em que também fez parte da comissão para tratar da subsistência pública. Mais tarde foi eleito Presidente da Câmara Municipal da Horta, cargo que ocupou por várias vezes, designadamente em 1848, 1853, 1861 e em 1862 sendo algumas delas em épocas conturbadas da vida faialense, como foi o caso de 1862 em que teve de enfrentar aquele que ficou registado na história açoriana pela expressão de “Verão Quente” como a chamada “Revolta Popular do Barulho”, por causa da revogação das novas contribuições, medidas que por sinal foram mal entendidas pelo povo, visto estas normas serem mais favoráveis aos contribuintes.
As suas capacidades financeiras permitiram-lhe adquirir propriedades rurais de apreciáveis dimensões, onde foi pioneiro na introdução de culturas então desconhecidas, como foi o caso da Laranja da Baía, integrando-se no Ciclo da laranja na ilha do Faial, entre várias outras espécies frutíferas de origem brasileira. Foi igualmente o pioneiro da cultura do Cafeeiro na ilha do Faial.

## Relações familiares
Filho de Luís Alves de Carvalho e de Maria Ferreira de Oliveira. Casou em 1831 com Melânia Bernardina de Sousa, natural de São Salvador da Baía-de-Todos-os-Santos, de quem teve 8 filhos.